# Беркел-ен-Роденрейс
Беркел-ен-Роденрейс (нід. Berkel en Rodenrijs, нід. вимова: [ˈbɛrkəl ɛn ˈroːdə(n)rɛis] ( прослухати)) — село в нідерландській провінції Південна Голландія. Входить до муніципалітету Лансінгерланд.
Його площа становить 18,91 км², а населення станом на January 2020 рік складало 31650 осіб.
До 2007 року мало статус окремого муніципалітету.

## Галерея

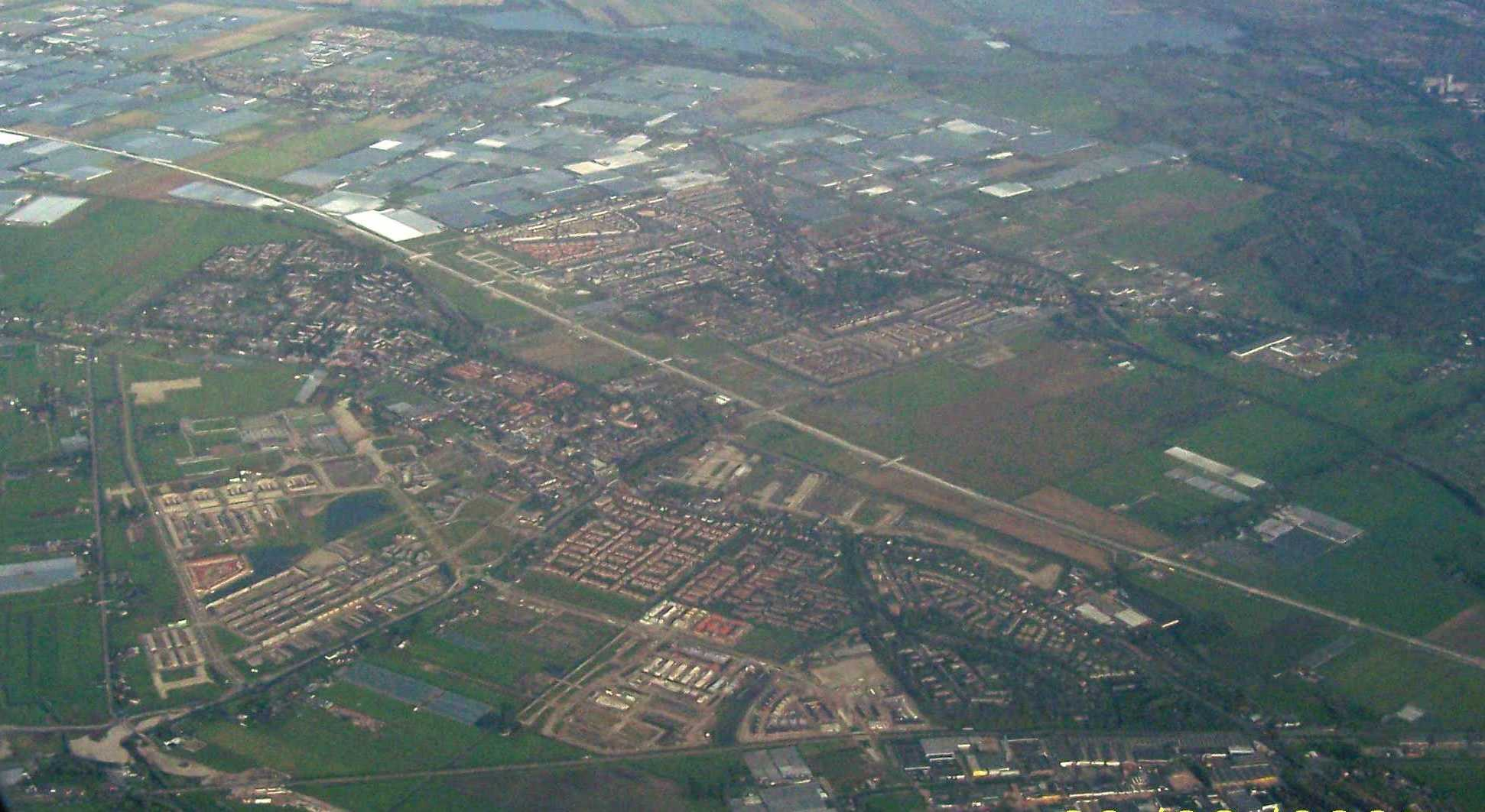
Вид на село
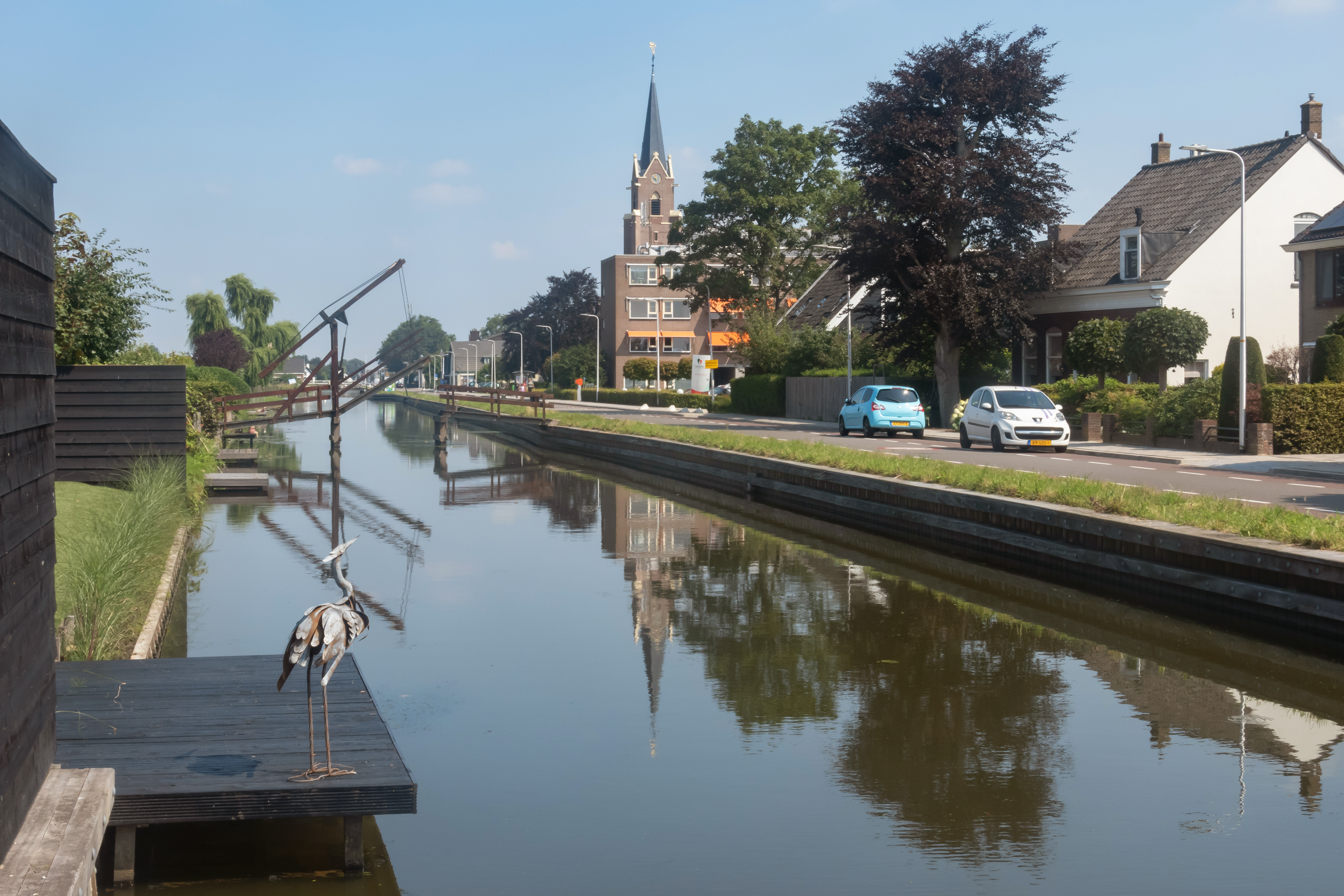
Канал у селі
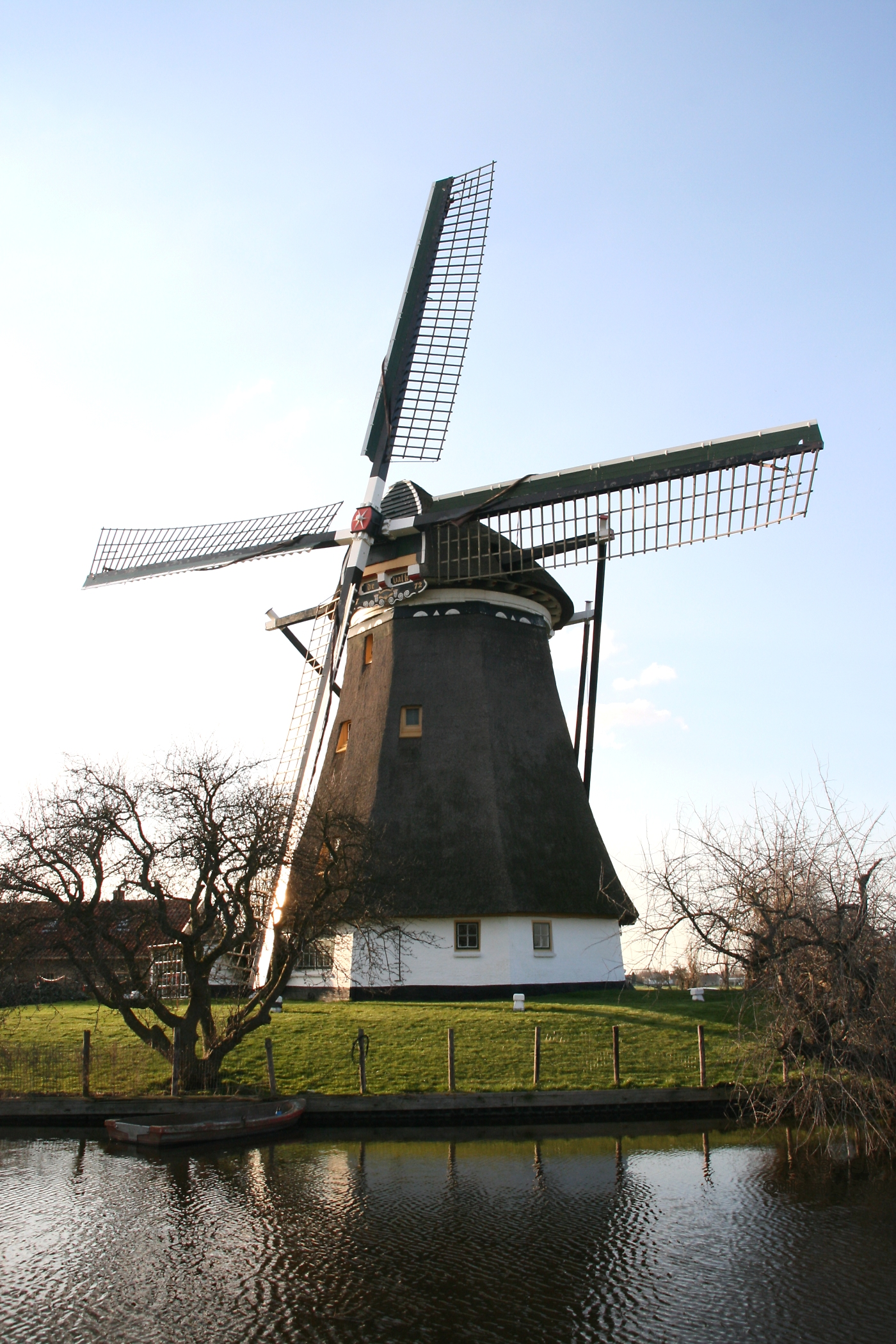
Вітряк de Valk (1772)
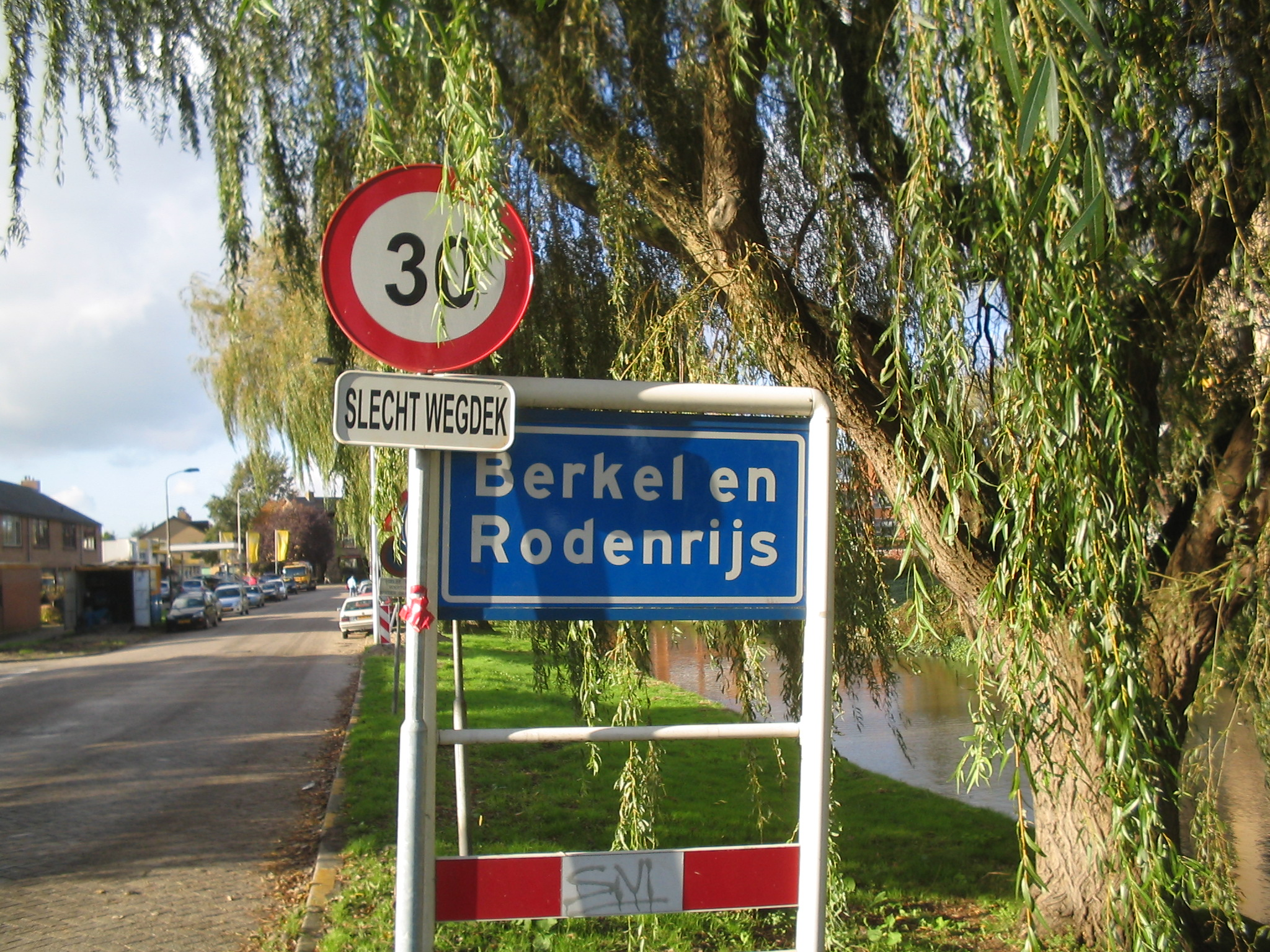
В'їзд до села